# ویسمه
ویسمه (اراک)، روستایی از توابع بخش مرکزی شهرستان اراک در استان مرکزی ایران است. 
ویسمه ترکیب دو کلمه ویس و مِه می‌باشد .
تقریبا تمامی لغت شناسان کلمه ویس را مربوط به دوره ساسانی میدانند به معنای ده ، روستا و البته قبیله . شاهزادگان ساسانی را ویسپهر میگفتند بمعني زاده خاندان بزرگ يا همان نجيب زاده . 
در مورد بخش دوم كلمه ويسمه يعني مه ، اين روستا در نزديكي تالاب ميقان قرار دارد كه اين موضوع باعث شده كه بسيار بيشتر از  روستاهاي اطرافش دچار مه گرفتگي بشود . فرودگاه اراك در شمال اين شهر كه آن هم نزديك به تالاب ميقان است گاه بدليل همين مه نميتواند هيچ پروازي داشته باشد .
پس نتيجه اينكه ويسمه ( ويس + مه ) نمیتواند معنی جز روستای مه داشته باشد .

وجه تسمیه دیگری نیز برای روستا نیز میتوان در نظر گرفت. کلمه میه به معنای دریاچه است. از آنجا که این روستا نزدیک دریاچه میقان (میه + گان یا همان محل دریاچه) است می توانیم وجه تسمیه زیر را نیز برای آن در نظر بگیریم.
ویس + میه = نزدیک دریاچه

## جمعیت
این روستا در دهستان داودآباد قرار دارد و براساس سرشماری مرکز آمار ایران در سال ۱۳۸۵، جمعیت آن ۵۹۴ نفر (۱۸۵خانوار) بوده‌است.